# Manuel Portal
Manuel Portal foi um sacerdote português natural de Cesar que se encontrava em Lisboa no Convento da Congregação do Oratório da rua Nova do Almada aquando do terramoto de Lisboa tendo ele próprio sido soterrado pelos destroços de parte do convento.
É o autor da "História da ruina da cidade de Lisboa cauzada pello espantozo terremoto e incendio, que reduzio a pó e cinza a melhor, e mayor parte desta infeliz cidade" publicada em 1756 e que faz parte do "Arquivo das Congregações" e disponível na Torre do Tombo.
Este trabalho é o mais completo e detalhado, credível e minucioso relato do terramoto de Lisboa de 1755 assim como factos relevantes que se passaram nos meses seguintes.